# Светско првенство у скоковима у воду 2015.
Светско првенство у скоковима у воду 2015. одржано је по 16. пут од 24. јула до 2. августа 2015. године као део програма Светског првенства у воденим спортовима чији домаћин је био руски град Казањ.
Такмичења су се одржавала у базену Казањског центра водених спортова капацитета око 4.200 седећих места. На такмичењу је учестовало укупно 239 такмичара из 48 држава (134 мушкарца и 105 жена). Подељено је укупно 13 комплета медаља, по 5 у мушкој и женској категорији, те 3 у мешовитим категоријама.
Такмичење је протекло у потпуној доминацији такмичара из Кине који су освојили готово половину медаља, од чега чак 10 златних, а медаље су освајали и такмичари из још 10 земаља. Најуспешнији такмичари у мушкој конкуренцији су били Сје Сији из Кине и Том Дејли из Велике Британије, док су се код жена највише истакле Кинескиње Ши Тингмао (2 злата и сребро), Чен Жуолин (злато и бронза) и Хе Ци (сребро и бронза), те Италијанка Тања Кањото (злато и 2 сребра).

## Дисциплине и систем такмичења
На светском првенству у скоковима у воду такмичења су се одвијала у следећим дисциплинама:
- скокови са даске са висине од 1 метра у обе конкуренције појединачно (2 комплета медаља),
- скокови са даске са висине од 3 метра у обе конкуренције појединачно, синхронизовано (у пару) и синхронизовано у мешовитим паровима (укупно 5 комплета медаља)
- скокови са торња са висине од 10 метара у обе конкуренције појединачно, синхронизовано (у пару) и синхронизовано у мешовитим паровима (укупно 5 комплета медаља)
- екипно такмичење (1 комплет медаља)

Укупно ће бити подељено 13 комплета медаља. По први пут у програм светских првенстава уврштена су такмичења у мешовитим синхронизованим скоковима са 3 метарсе даске и са торња, те такмичење у екипној конкуренцији (један мушки и један женски такмичар).
Сва појединачна такмичења одвијат ће се у три фазе: квалификације, полуфинале и финале. Редослед наступања током квалификација одређен је случајним компјутерским одабиром, док редослед наступа у осталим рундама зависи од резултата у квалификацијама. Пласман у полуфинале обезбедит ће по 18 такмичара/такмичарки са најбољим резултатима. У финалима ће учестовати 12 најбоље пласираних такмичара/такмичарки из полуфинала. Такмичења у скоковима са даске са висине од 1 метра састојат ће се из два дела (квалификације и финале), баш као и дисциплине са синхронизованим скоковима у обе конкуренције.
У мешовитим дисциплинама скакат ће се само финала.

## Сатница такмичења
Сатница је по локалном времену UTC+3.
| Датум     | Време | Дисциплина                                              |
| --------- | ----- | ------------------------------------------------------- |
| 24. јул   | 15:00 | Мушкарци, даска 1 метар, квалификације                  |
| 25. јул   | 10:00 | Жене, даска 3 метра синхронизовано, квалификације       |
| 25. јул   | 15:00 | Мешовити парови, торањ 10 метара, финале                |
| 25. јул   | 19:30 | Жене, даска 3 метра синхронизовано, финале              |
| 26. јул   | 10:00 | Мушкарци, торањ 10 метара синхронизовано, квалификације |
| 26. јул   | 15:00 | Жене, даска 1 метар, квалификације                      |
| 26. јул   | 19:30 | Мушкарци, торањ 10 метара синхронизовано, финале        |
| 27. јул   | 10:00 | Жене, торањ 10 метара синхронизовано, квалификације     |
| 27. јул   | 15:00 | Мушкарци, даска 1 метар, финале                         |
| 27. јул   | 19:30 | Жене, торањ 10 метара синхронизовано, финале            |
| 28. јул   | 10:00 | Мушкарци, даска 3 метра синхронизовано, квалификације   |
| 28. јул   | 15:00 | Жене, даска 1 метар, финале                             |
| 28. јул   | 19:30 | Мушкарци, даска 3 метра синхронизовано, финале          |
| 29. јул   | 10:00 | Жене, торањ 10 метара појединачно, квалификације        |
| 29. јул   | 15:00 | Жене, торањ 10 метара појединачно, полуфинале           |
| 29. јул   | 19:30 | Екипно такмичење, финале                                |
| 30. јул   | 10:00 | Мушкарци, даска 3 метра појединачно, квалификације      |
| 30. јул   | 15:00 | Мушкарци, даска 3 метра појединачно, полуфинале         |
| 30. јул   | 19:30 | Жене, торањ 10 метара појединачно, финале               |
| 31. јул   | 10:00 | Жене, даска 3 метра појединачно, квалификације          |
| 31. јул   | 15:00 | Жене, даска 3 метра појединачно, квалификације          |
| 31. јул   | 19:30 | Мушкарци, даска 3 метра појединачно, финале             |
| 1. август | 10:00 | Мушкарци, торањ 10 метара појединачно, квалификације    |
| 1. август | 15:00 | Мушкарци, торањ 10 метара појединачно, полуфинале       |
| 1. август | 19:30 | Жене, даска 3 метра појединачно, финале                 |
| 2. август | 15:00 | Мешовити парови, даска 3 метра, финале                  |
| 2. август | 19:30 | Мушкарци, торањ 10 метара појединачно, финале           |

## Земље учеснице
На светском првенству у скоковима у воду учестовало је укупно 48 земаља, односно 239 такмичара (134 мушкарца и 105 жена).
| - Аустралија (8) - Аустрија (1) - Белорусија (3) - Бразил (11) - Велика Британија (9) - Венецуела (5) - Грузија (2) - Грчка (2) - Доминиканска Р. (2) - Египат (5) - Индонезија (4) - Италија (10) | - Јерменија (2) - Канада (8) - Јамајка (1) - Јапан (7) - Јужна Африка (4) - Јужна Кореја (5) - Кина (15) - Колумбија (7) - Куба (6) - Кувајт (2) - Литванија (1) - Мађарска (4) | - Малезија (9) - Мексико (12) - Монако (1) - Немачка (12) - Нови Зеланд (2) - Норвешка (4) - Пољска (2) - Порторико (3) - Румунија (2) - Русија (12) - Северна Кореја (5) - Сингапур (3) | - САД (12) - Узбекистан (3) - Украјина (10) - Финска (3) - Француска (4) - Холандија (3) - Хонгконг (2) - Хрватска (2) - Чиле (2) - Швајцарска (2) - Шведска (2) - Шпанија (3) |

## Освајачи медаља
| Дисциплина                                |                                            | Резултат |                                                      | Резултат |                                                | Резултат |
| мушкарци појединачно                      |                                            |          |                                                      |          |                                                |          |
| даска 1 м                                 | Сје Сији (CHN)                             | 485,50   | Иља Кваша (UKR)                                      | 449,05   | Мајкл Хиксон (USA)                             | 428,30   |
|                                           |                                            |          |                                                      |          |                                                |          |
| даска 3 м                                 | Хе Чао (CHN)                               | 555,05   | Иља Захаров (RUS)                                    | 547,60   | Џек Ло (GBR)                                   | 528,90   |
|                                           |                                            |          |                                                      |          |                                                |          |
| торањ 10 м                                | Ћу Бо (CHN)                                | 587,00   | Дејвид Бодаја (USA)                                  | 560,20   | Том Дејли (GBR)                                | 537,95   |
| мушкарци синхронизовано                   |                                            |          |                                                      |          |                                                |          |
| 3 м даска                                 | Кина · Цао Јуен · Ћин Кај                  | 471,45   | Русија · Јевгениј Кузњецов · Иља Захаров             | 459,18   | В. Британија · Џек Ло · Крис Мирс              | 445,20   |
|                                           |                                            |          |                                                      |          |                                                |          |
| 10 м торањ                                | Кина · Чен Ајсен · Лин Јуе                 | 495,72   | Мексико · Иван Гарсија · Херман Санчез               | 448,89   | Русија · Роман Исмаилов · Виктор Минибајев     | 441,33   |
| жене појединачно                          |                                            |          |                                                      |          |                                                |          |
| даска 1 м                                 | Тања Кањото (ITA)                          | 310,85   | Ши Тингмао (CHN)                                     | 309,20   | Хе Ци (CHN)                                    | 300,30   |
|                                           |                                            |          |                                                      |          |                                                |          |
| даска 3 м                                 | Ши Тингмао (CHN)                           | 383,55   | Хе Ци (CHN)                                          | 377,45   | Тања Кањото (ITA)                              | 356,15   |
|                                           |                                            |          |                                                      |          |                                                |          |
| торањ 10 м                                | Ким Кук-хјанг (PRK)                        | 397,05   | Жен Ћен (CHN)                                        | 388,00   | Панделела Ринонг (MAS)                         | 385,05   |
| жене синхронизовано                       |                                            |          |                                                      |          |                                                |          |
| 3 м даска                                 | Кина · Ши Тингмао · Ву Минсја              | 351,30   | Канада · Џенифер Абел · Памела Вер                   | 319,47   | Аустралија · Саманта Мајлс · Естер Кин         | 304,20   |
|                                           |                                            |          |                                                      |          |                                                |          |
| 10 м торањ                                | Кина · Чен Жуолин · Љу Хуејсја             | 359,52   | Канада · Меган Бенфито · Роселин Филијо              | 339,99   | Северна Кореја · Ким Ун-хјанг · Сонг Нам-хјанг | 325,26   |
| мешовите екипне дисциплине синхронизовано |                                            |          |                                                      |          |                                                |          |
| 3 м даска син микс                        | Кина · Ванг Хан · Јанг Хао                 | 339,90   | Канада · Џенифер Абел · Франсоа Имбо-Дулак           | 317,01   | Италија · Тања Кањото · Мајкол Верцото         | 315,30   |
|                                           |                                            |          |                                                      |          |                                                |          |
| 10 м торањ син микс                       | Кина · Си Јађе · Тај Сјаоху                | 350,88   | Канада · Меган Бенфито · Венсан Ријендо              | 309,66   | Аустралија · Домоник Беџгуд · Мелиса Ву        | 308,22   |
|                                           |                                            |          |                                                      |          |                                                |          |
| екипно                                    | В. Британија · Том Дејли · Ребека Галантри | 434,65   | Украјина · Александар Хоршковозов · Јулија Прокопчук | 426,45   | Кина · Чен Жуолин · Сје Сији                   | 425,40   |

## Биланс медаља
| Ранг   | Држава           | Злато | Сребро | Бронза | Укупно |
| ------ | ---------------- | ----- | ------ | ------ | ------ |
| 1.     | Кина             | 10    | 3      | 2      | 15     |
| 2.     | Велика Британија | 1     | 0      | 3      | 4      |
| 3.     | Италија          | 1     | 0      | 2      | 3      |
| 4.     | Северна Кореја   | 1     | 0      | 1      | 2      |
| 5.     | Канада           | 0     | 4      | 0      | 4      |
| 6.     | Русија           | 0     | 2      | 1      | 3      |
| 7.     | Украјина         | 0     | 2      | 0      | 2      |
| 8.     | САД              | 0     | 1      | 1      | 1      |
| 9.     | Мексико          | 0     | 1      | 0      | 1      |
| 10.    | Аустралија       | 0     | 0      | 2      | 2      |
| 11.    | Малезија         | 0     | 0      | 1      | 1      |
| Укупно | Укупно           | 13    | 13     | 13     | 39     |